# Pozán de Vero
Pozán de Vero település Spanyolországban, Huesca tartományban.  Lakosainak száma 235 fő (2024).

## Népesség
A település népessége az utóbbi években az alábbiak szerint változott:
| Lakosok száma | 254  | 244  | 251  | 250  | 243  | 225  | 214  | 228  | 241  | 235  |
|               | 2001 | 2004 | 2007 | 2009 | 2012 | 2014 | 2017 | 2019 | 2022 | 2024 |